# I Like It When You Die
I Like It When You Die (en español: Me gusta cuando mueres) es el cuarto álbum de estudio de la banda estadounidense Anal Cunt. Fue publicado el 11 de febrero de 1997 por Earache Records como MOSH 169CD. El material contiene 52 pistas, con una duración máxima de un minuto por cada canción. El álbum fue el primero con nueva alineación de Seth Putnam, Josh Martin y Nate Linehan. Fue grabado en 1996 en Headroom Studios, exactamente antes de la gira 1996 de la banda con Mortician y Incantation.

## Historia
El álbum fue originalmente titulado You're Gay y la carátula del álbum iba a contener un espejo, pero esta idea más tarde fue cambiada. En su lugar, la grabación incluyó una gran cantidad de canciones con la palabra «gay» en el título, así como varios insultos. No obstante, sólo una canción del álbum provocó una oficial queja y ese fue la canción "You Went To See Dishwalla and Everclear (You're Gay)", de los cuales las quejas provenían de American Recordings.

## Composición
I Like It When You Die es un álbum de grindcore, con elementos de heavy metal, death metal y metal alternativo. Contiene 52 pistas, de las cuales ninguna excede más de un minuto, a excepción de «Kyle From Incantation Has A Moustache». Cada pista suena estridentemente con blast beats, guitarras pesadas, voces imcomprensibles como de «gato en una licuadoras» y finales abruptos. Algunas canciones alardean con egocentrismo y jactancia como «You Band's in the Cut-Out Bin», «You Drive an IROC», «Your Best Friend is You», «You Can't Shut Up» y «You (Fill in the Blank)». Las canciones también hace mención de otras bandas como 311, Dishwalla, Supertramp y Everclear. La única canción similar a la música electrónica es «Just The Two of Us».
El álbum incluye también la participación de Kylie Severn, de la banda Incantation, quien toca la batería en la pista "Kylie from Incantation Has a Mustache".

## Recepción crítica
El álbum recibió críticas variadas, debidos a que no hubo una cierta calificación general aparente. Bill Peters de Allmusic entregó cuatro estrellas de cinco al álbum, mientras decía: «Rómpanse los tejidos, porque Estados Unidos va a llorar. O te reíras difícilmente si tu has dejado que la bromas pesadas de A.C. hayan viajado a la perfección perversa. Anal Cunt — su música puede describirse mejor como una respuesta a la disentería— impacta hasta volverse en sus límites más absurdos como [sus álbumes] Morbid Florist y 40 More Reasons to Hate Us». Además, la página describió el estado de ánimo del álbum como «agresivo, descarado, chillón, hostil, humorista, sucio, nihilista, escandaloso, provocativo, visceral y cambiante».  
El vocalista de la banda, Seth Putnam ha declarado en una entrevista que I Like It When You Die es el álbum favorito de Anal Cunt, y esta opinión fue reflejada por muchos seguidores de la banda. El álbum debutó en el número 12 en CMJ Radio Trade Magazine Loud Chart, antes alcanzando en el número 10.

## Lista de canciones
1. "Jack Kevorkian is Cool" - 0:41
2. "ValuJet" - 1:28
3. "You've Got No Friends" - 1:13
4. "You Keep a Diary" - 1:13
5. "You Own a Store" - 0:38
6. "You Got Date Raped" - 0:49
7. "Recycling is Gay" - 0:37
8. "You're a Cop" - 1:51
9. "You Can't Shut Up" - 0:19
10. "You've Got Cancer" - 0:31
11. "We Just Disagree" - 0:33
12. "Hungry Hungry Hippos" - 0:18
13. "You Are an Interior Decorator" - 0:52
14. "Pottery's Gay" - 0:40
15. "Rich Goyette is Gay" - 0:53
16. "Branscombe Richmond" - 1:35
17. "You Live in Allston" - 0:54
18. "You Are a Food Critic" - 0:54
19. "Just the Two of Us" (Grover Washington, Jr. cover) - 0:27
20. "Your Band's In the Cut-Out Bin" - 1:11
21. "You're Gay" - 0:38
22. "You Look Adopted" - 1:17
23. "Your Cousin is George Lynch" - 0:11
24. "You Have Goals" - 0:23
25. "You Drive an IROC" - 0:56
26. "You Play On a Softball Team" - 0:58
27. "Because You're Old" - 0:45
28. "You Sell Cologne" - 0:30
29. "Being a Cobbler Is Dumb" - 0:28
30. "You Live in a Houseboat" - 0:45
31. "Richard Butler" - 1:32
32. "311 Sucks" - 0:40
33. "Your Kid is Deformed" - 0:41
34. "You Are an Orphan" - 1:06
35. "You're Old (Fuck You)" - 0:13
36. "You Go to Art School" - 0:55
37. "Your Best Friend Is You" - 0:54
38. "You're in a Coma" - 1:19
39. "Windchimes Are Gay" - 0:11
40. "No, We Don't Want to Do a Split Seven Inch With Your Stupid Fucking Band" - 0:29
41. "René Auberjonois" - 0:41
42. "The Internet is Gay" - 0:25
43. "Ha Ha, Your Wife Left You" - 1:12
44. "Hootie and the Blowfish" - 0:39
45. "You Went to See Dishwalla and Everclear (You're Gay)" - 0:23
46. "Locking Dropdead in McDonald's" - 0:21
47. "Technology's Gay" - 0:26
48. "Your Favorite Band is Supertramp" - 0:37
49. "I'm in A.C." - 0:21
50. "You (Fill In the Blank)" - 0:27
51. "Kyle From Incantation Has a Moustache" - 4:10
52. "Bonus Track #3" - 0:09

## Crédito y personal
- Seth Putnam - voz principalvocals
- Josh Martin - guitarraguitar
- Nate Linehan - batería, voces adicionales en #31 y 32

### Apariciones especiales
- River (from the band Tree) - voces adicionales en #1, 3, 6, 7, 13, 14, 16, 24, 35, 36, 41 y 43
- Hillary Logee - voces adicionales en #27 y 52
- Anal Cunt Glee Club - voces adicionales #8, 21, 26, 33
- Kyle Severn - batería en #51